# Nou dòlar de Taiwan
El nou dòlar de Taiwan (en xinès 新臺幣 xintaibi) o, simplement, dòlar de Taiwan (臺幣 taibi) és la unitat monetària oficial de la República de la Xina, també coneguda com a Taiwan. El codi ISO 4217 és TWD i s'acostuma a abreujar amb el símbol del dòlar $, o bé NT$ per diferenciar-lo d'altres tipus de dòlars. Es divideix en 100 fen (分) i, tradicionalment, també en 10 jiao (角), fracció que, però, no es veu reflectida en cap moneda.
El nom comú utilitzat és yuan (en xinès tradicional 圓; en xinès simplificat 元), igual que el que es fa servir per a la moneda de la Xina continental, anomenada oficialment renminbi (人民幣), o "la moneda del poble". Per la seva banda, xintaibi significa "la nova moneda de Taiwan". Les fraccions són també les mateixes que usa el iuan o renminbi.

## Història
El nou dòlar de Taiwan fou emès per primer cop pel Banc de Taiwan el 15 de juny del 1949 per substituir l'antic dòlar de Taiwan a raó de 40.000 dels antics per un de nou, per tal de posar fi a la hiperinflació que afectava tant Taiwan com la Xina continental a causa de la guerra civil. Al cap d'uns quants mesos, el govern de la República de la Xina sota el poder del Guomindang fou derrotat pels comunistes i es va retirar a l'illa de Taiwan.
Tot i que a partir d'aleshores el dòlar de Taiwan fou, de fet, la moneda de la República de la Xina, durant molts anys la moneda oficial n'era l'antic iuan de la Xina Nacionalista, també conegut com la moneda fiduciària (法幣 fabi) o el iuan d'argent (銀元 yinyuan), encara que durant la Segona Guerra Mundial va deixar d'estar lligat al valor de la plata. La taxa de canvi era de 3 nous dòlars per cada iuan d'argent, taxa que mai es va arribar a modificar malgrat les dècades d'inflació. Si bé el iuan d'argent era la principal moneda de curs legal, era impossible d'adquirir, de vendre o d'utilitzar, ja que en realitat no existia de cara a l'usuari.
El juliol de l'any 2000, finalment, el nou dòlar de Taiwan va esdevenir la moneda oficial de la República de la Xina i es van retirar de la circulació els antics bitllets emesos pel Banc de Taiwan, mentre que en començaven a circular les emissions del Banc Central.

## Monedes i bitllets
Emès originàriament pel Banc de Taiwan (臺灣銀行 Taiwan Yinhang) i, des de l'any 2000, pel Banc Central de la República de la Xina (中央銀行 Zhongyang Yinhang), en circulen monedes de ½, 1, 5, 10, 20 i 50 nous dòlars, i bitllets de 100, 200, 500, 1.000 i 2.000 nous dòlars, aquest darrer poc utilitzat, igual com el bitllet de 200 i les monedes de mig dòlar i de 20.

## Taxes de canvi
- 1 EUR = 34,09 TWD (14 de gener del 2024)
- 1 USD = 31,09 TWD (14 de gener del 2024)